# Hela Sverige bakar, säsong 3 (2014)
Den tredje säsongen av TV-programmet Hela Sverige bakar sändes i Sjuan med start den 28 augusti 2014. Juryn bestod av Johan Sörberg och Birgitta Rasmusson och programledare var  Tilde de Paula Eby.
Varje vecka har ett tema där deltagarna ska klara av två utmaningar. Först ut är paradbaket där de bakar efter ett eget recept. Sedan ska de ta sig an den tekniska utmaningen där det gäller för dem att återskapa jurymedlemmarnas egna bakverk. Juryn avgör, efter en provsmakning, vem som lyckats bäst i både sitt paradbak och i den tekniska utmaningen. Den personen koras till veckans Stjärnbagare. Varje vecka måste också någon lämna tävlingen tills bara tre personer är kvar i finalen.
Vinnare blev den 26-årige tatueringsborttagaren från Göteborg - Alexandra Larsson. Vinnaren får ge ut en egen bakbok.

## Deltagare
Nedan presenteras deltagarna från tredje säsongen. Informationen om deltagarna gäller när säsongen spelades in.
| Deltagare             | Ålder | Sysselsättning       | Ort            |
| --------------------- | ----- | -------------------- | -------------- |
| Julie Karlsson        | 29    | Sjuksköterska        | Göteborg       |
| Johan Doverland       | 31    | Chef                 | Stockholm      |
| Cassandra Lundgren    | 26    | Webbredaktör         | Stockholm      |
| Carina Kirkdeveli     | 53    | Barnmoska            | Borås          |
| Lisa Larsson          | 18    | Student              | Oxie           |
| Rani Alhallak         | 24    | Bankanställd         | Stockholm      |
| Alexandra Larsson     | 26    | Tatueringsborttagare | Göteborg       |
| Johanna Cronwall      | 23    | Säljare              | Växjö          |
| Rolf Svensson         | 61    | Egen företagare      | Upplands Väsby |
| Peter-Patrik Isaksson | 27    | Säljare              | Göteborg       |
| Ulrika Lind           | 33    | Butikssäljare        | Eskilstuna     |
| Jennifer Barmer       | 24    | Student              | Helsingborg    |

## Tittarsiffror
| Nr | Datum             | TV-tittare |
| -- | ----------------- | ---------- |
| 1  | 28 augusti 2014   | 530 000    |
| 2  | 4 september 2014  | 428 000    |
| 3  | 11 september 2014 | 449 000    |
| 4  | 18 september 2014 | 459 000    |
| 5  | 25 september 2014 | 429 000    |
| 6  | 2 oktober 2014    | 479 000    |
| 7  | 9 oktober 2014    | 425 000    |
| 8  | 16 oktober 2014   | 495 000    |
| 9  | 23 oktober 2014   | 481 000    |
| 10 | 30 oktober 2014   | 626 000    |

Källa: MMS 

## Utslagning
| Alexandra Larsson     |          |          |          |          |          |          | ☆        | ☆        |          | VINNARE |  |  |  |
| Ulrika Lind           | ☆        |          | ☆        |          |          |          |          |          | ☆        | Tvåa    |  |  |  |
| Johanna Cronwall      |          |          |          |          | ☆        |          |          |          |          | Tvåa    |  |  |  |
| Rolf Svensson         |          | ☆        |          | ☆        |          |          |          |          | UTSLAGEN |         |  |  |  |
| Peter-Patrik Isaksson |          |          |          |          |          | ☆        |          | UTSLAGEN |          |         |  |  |  |
| Jennifer Barmer       |          |          |          |          |          |          | UTSLAGEN |          |          |         |  |  |  |
| Julie Karlsson        |          |          |          |          |          | UTSLAGEN |          |          |          |         |  |  |  |
| Johan Doverland       |          |          |          |          | UTSLAGEN |          |          |          |          |         |  |  |  |
| Cassandra Lundgren    |          |          |          | UTSLAGEN |          |          |          |          |          |         |  |  |  |
| Carina Kirkdeveli     |          |          | UTSLAGEN |          |          |          |          |          |          |         |  |  |  |
| Lisa Larsson          |          | UTSLAGEN |          |          |          |          |          |          |          |         |  |  |  |
| Rani Alhallak         | UTSLAGEN |          |          |          |          |          |          |          |          |         |  |  |  |

 ☆  Veckans stjärnbagare